# Goply
Goply est une localité rurale du district de Gôh-Djiboua en Côte d'Ivoire. Administrativement rattachée au département de Divo, elle se trouve dans la région du Lôh-Djiboua. Sa population est estimée à environ 1 530 habitants.